# Torre d'en Vallès
La Torre d'en Vallès és un edifici de Vilanova i la Geltrú (Garraf) protegit com a Bé Cultural d'Interès Local.

## Descripció
La torre d'en Vallès es troba en estat ruïnós. És una torre de planta semicircular, de volum lleugerament troncocònic que descansa sobre una base cilíndrica de diàmetre més gran.
Els murs de càrrega són de petits carreus de pedra irregulars. Es poden veure dues filades d'espitlleres.
En motiu de la celebració del Camp de Treball Internacional del Turó del Sèu-Ortoll l'any 2017, aquesta construcció va ser lleugerament restaurada i alliberada de la vegetació salvatge i residus humans que la cobrien.